# اسپرس میوه‌روشن
اسپرس میو‌ه‌روشن (نام علمی: Onobrychis heliocarpa) نام یک گونه از سرده اسپرس است.